# Mekiši kod Kaštelira
Mekiši kod Kaštelira is een plaats in de gemeente Kaštelir-Labinci in de Kroatische provincie Istrië. De plaats telt 20 inwoners (2001).